# شينوبي 3: ريترن أوف ذا نينجا ماستر
شينوبي 3: ريترن أوف ذا نينجا ماستر (بالإنجليزية: Shinobi Ⅲ: Return of the Ninja Master)‏، ومعروف في اليابان باسم The Super Shinobi II (باليابانية:ザ・スーパー・忍Ⅱ)، هي لعبة فيديو النينجا لسلسة « شينوبي » أنتجت من قبل سيجا وبرمجة Sega AM7 وMegasoft في عام 1993 ولعبة على الجهاز ميجا درايف.

## وصلات خارجية
- Official Sega page (باليابانية)
- شينوبي 3: ريترن أوف ذا نينجا ماستر على موبي غيمز
- Hardcore Gaming 101: Shinobi